# Haste the Day
Haste the Day es una banda de metalcore y rock cristiano firmada con Solid State Records y formada en Carmel, Indiana, en 2001. La banda toma su nombre del segundo verso de la última estrofa del himno It Is Well With My Soul. Su separación fue anunciada el 22 de noviembre de 2010. En enero de 2014, la banda se volvió a reunir.

## Historia

### Formación y Comienzos (2001–2003)
Haste the Day se formó en Indiana en el 2001. El nombre fue descubierto por Devin Chaulk que lo leyó del himno It Is Well With My Soul. La banda inició como un trío incluyendo a: Brennan Chaulk, Devin Chaulk, y Mike Murphy. Seis meses después del comienzo, la banda añadió a un amigo de toda la vida, Jason Barnes, al grupo como segundo guitarrista. Después en 2002, tras una serie de audiciones, la banda incluyó a Jimmy Ryan como su vocalista principal. Luego, en el verano del 2002, la banda se puso a autoproducir su primer EP titulado, That They May Know You Con la canción Substance siendo el single del álbum. Un año después Haste the Day firmó con Tooth & Nail Records subsidiaria de Solid State Records.

### Burning BridgesyWhen Everything Falls(2004-2005)
Después de firmar con Solid State Records, Haste The Day grabó su álbum debut, Burning Bridges, que fue lanzado el 9 de marzo de 2004 en la cafetería del antiguo instituto de la banda en Carmel High School. Luego la banda hizo dos videos musicales para las canciones Closest thing to closure y American Love. Después de un año Haste the Day lanzó un nuevo LP titulado When Everything Falls. El álbum salió a la venta el 28 de junio de 2005. Otro video musical fue hecho para la canción When Everything Falls.

### La salida de Jimmy Ryan yPressure the Hinges(2005–2008)
A finales de 2005, Jimmy Ryan anunció su decisión de abandonar Haste the Day. Tocó su último concierto con la banda el 30 de diciembre de 2005, en su ciudad natal en Indiana. Poco tiempo después se casó y aceptó un puesto en Tooth & Nail Records. Desde entonces ha iniciado una nueva banda llamada Trenches. Su último show con Haste the Day fue en la ciudad natal de la banda de Indianápolis el 30 de diciembre de 2005, a pesar de que subieron al escenario para una canción durante su concierto en el Napalm and Noise Tour el 28 de noviembre de 2009 en Indianápolis, Indiana. El resto de los miembros siguieron con el European Tour con The Juliana Theory, acompañados por Stephen Keech de la banda Cristiana New Day Awakening. El 23 de febrero de 2006, Haste the Day señaló en un comunicado de prensa que se había hecho oficialmente a Keech, su cantante nuevo y permanente. Haste the Day lanzó un DVD como parte de la edición especial de Pressure The Hinges. El DVD contiene todos los videos de la banda de música actual, incluyendo The Closest thing to Closure, American Love, y When Everything Falls. Se incluye material en vivo, incluyendo el último concierto con Jimmy Ryan, un espectáculo con Stephen Keech del Truth Tour, y un behind the scenes. El DVD fue producido por Full Lock Media.
Después de Pressure The Hinges y terminando el 12 Days Of Christmas Tour con Calico System, Heavy Heavy Low Low y Flee the Seen, la banda comenzó otra gira con From Autumn to Ashes y  Maylene and sons of Disaster. La banda pasó el verano de 2007, sobre el Vans Warped Tour y poco después, pasó un mes en la carretera con Atreyu. Haste the Day remató 2007 con una gira nacional plena con As I Lay Dying antes de tomar un tiempo libre para la Navidad. En enero de 2008, Haste the Day fue en un viaje americano completo con Scary Kids Scaring Kids, Drop Dead, Gorgeous y la banda de compañeros de Indianápolis, Gwen Stacy (banda). Haste the Day fue incluida en el álbum It's a Punk Rock Christmas. Un cover a la canción O come, O come, Emmanuel fue agregado en el álbum.

### Dreamer(2008–2009)
En un boletín, la banda confirmó que habían vuelto a hacer una antigua canción para su nuevo álbum, la canción rehecha fue Autumn que fue introducida por primera vez en su EP That They May Know You. El 17 de julio de 2008, la banda anunció que se le pidió al guitarrista Jason Barnes que se marchase de Haste the Day porque ya no seguía la fe cristiana, lo cual contradiría todo su propósito como banda cristiana. La banda anunció que no le sustituirían, sino que Dave Krysl, un amigo de la banda, llevaría todos los deberes de la guitarra durante su gira. Más tarde la banda anunció que su nuevo álbum se titularía Dreamer. También anunciaron que saldría a venta el 14 de octubre de 2008. Una nueva canción titulada 68 fue subida a su Myspace el 12 de agosto de 2008. También el 29 de septiembre de 2008, Haste the Day subió Mad Man a su Myspace. Desde octubre a noviembre de 2008, Haste the Day tocó en el Norma Jean's The Anti-Mother Tour. El tour también incluyó a varias bandas de Solid State Records tales como The Showdown, Mychildren Mybride, Children 18:3, y Oh, Sleeper. El 14 de octubre de 2008, El cuarto álbum de studio de Haste the Day, Dreamer fue lanzado con Solid State Records. La banda anunció que el Twelve Days of Christmas Tour podría marcar los últimos conciertos que el baterista Devin Chaulk podría tocar con la banda, porque sentía que estaba siendo llamado a un ministerio a tiempo completo. El 20 de diciembre de 2008, la banda tocó su último concierto con Devin Chaulk en un show en su hogar en Indianapolis. Su amigo Andy Parkevich (This Beautiful Tragedy) rellenó el hueco en cinco conciertos mientras el bajista Michael Murphy estaba fuera por problemas familiares. El 24 de febrero de 2009, El video musical del sencillo Mad Man apareció en su perfil de MySpace. La banda comenzó con el tour Saints and Sinners Tour con Brokencyde, Senses Fail y Hollywood Undead el 27 de febrero de 2009. En mayo de 2009, estaría en Sudáfrica para un tour de seis conciertos, con su primer show el 8 de mayo en Johannesburgo, Y terminando en Cape Town el 16 de mayo.
El 18 de julio de 2009, Jimmy Ryan se unió a Stephen Keech para una representación de Blue 42 en Nashville!, Tennessee. A mediados de este año, durante el Scream The Prayer Tour, Brennan Chaulk dejó la banda por motivos personales y porque escribía música cristiana de alabanza. Mike Murphy es ahora el único miembro original de Haste the Day. Aunque no se ha hecho ningún anuncio específico, el guitarrista del tour Dave Krysl se convirtió en un miembro definitive después del Scream The Prayer Tour.
El 1 de septiembre de 2009, Haste the Day anunció por MySpace el 5 Countries 3 Continents Tour. Tendrá lugar en los países de Estados Unidos, Colombia, Panamá, Nueva Zelanda, y Australia. También anunciaron que estarían grabando un DVD durante este tour.

### Attack of the Wolf King(2010–presente)
Haste the Day ha grabado su nuevo álbum de estudio Andreas Magnusson's en Richmond, Virginia. La fecha de lanzamiento del nuevo álbum fue anunciada en su sitio web oficial en junio de 2010. El primer sencillo, Travesty fue lanzado en Myspace el 4 de mayo de 2010.
El 29 de junio de 2010, Haste the Day celebrará el lanzamiento de Attack of The Wolf King en Bloomington, Indiana donde los miembros originales (Jimmy, Brennan, Jason, Mike y Devin) volverán para tocar en el escenario por primera vez desde diciembre de 2005 para tocar canciones de los dos primeros LP y EP, y los nuevos miembros de Haste the Day tocarán las más nuevas. El concierto va a ser grabado y lanzado en un DVD.
Haste the Day se dirige a un tour para apoyar el lanzamiento del álbum con los grupos MyChildren MyBride y Upon A Burning Body. El 25 de mayo la banda lanzó la canción Dog Like Vultures en su MySpace.

### Reunión y Coward (2014–presente)
Al final de la gira de reunión, después de 4 años separados Haste the day piensa hacer un nuevo álbum, esta vez con todos los integrantes que ha tenido desde la fundación de la banda. La banda planea lanzar este nuevo álbum a comienzos del 2015 El 15 de agosto de 2014, la banda comenzó una campaña de Indiegogo para ayudar a financiar el nuevo álbum. [11] [mejor fuente requerida] Su meta monetaria fue superada. El vocalista Stephen Keech estará produciendo el álbum y Matt Goldman mezclará el álbum. [12] Coward será lanzado el Solid State Records en 19 de mayo de 2015.

## Miembros

### Miembros originales
- Brennan Chaulk, guitarra/voz.
- Devin Chaulk, batería/voz.
- Mike Murphy, bajo.

### Otros miembros
- Jason Barnes, guitarra.
- Jimmy Ryan, vocalista principal.